# Godardia claudiae
Godardia claudiae är en fjärilsart som beskrevs av Rosseau-decelle 1934. Godardia claudiae ingår i släktet Godardia och familjen praktfjärilar. Inga underarter finns listade i Catalogue of Life.